# Al-Ahmadi
al-Ahmadi (in arabo: الأحمدي) è una città del Kuwait, capoluogo dell'omonimo governatorato.